# Jaff Raji
Jaff Raji sensei - Director Técnico Internacional
Jaff Raji nació el 22 de mayo de 1960 en Casablanca, Marruecos. Muy joven viaja a Francia junto a su madre y hermanos, lugar donde su padre se encontraba por asuntos de trabajo. Su educación y su formación escolar fueron por lo tanto de carácter francés y occidentalizada. La unidad familiar lo preserva sin embargo de todo corte con sus raíces originales y tradiciones, sobre todo de la educación que se les da a los hombres en su país de origen. Es por esto que el vigor de la enseñanza de su padre le permite desarrollar muy pronto el sentido agudo de la observación, el trabajo sobre sí mismo, los gestos simples y el comportamiento en la vida cotidiana.
La práctica de alto nivel en distintas disciplinas deportivas en las cuales sobresale gracias a sus condiciones físicas naturales no logra colmar su exigencia interior. Es debido a esto que de forma natural el destino lo lleva hacia el camino del AIKIDO y del Budo Japonés. A partir del primer instante en que asistió a una clase como observador, encontró allí los elementos sembrados por su padre y que quedaron impregnados en él: Disciplina, Atención, Disponibilidad y Libertad.
A partir de ese día decide comenzar su práctica del AIKIDO. El aspecto no competitivo del arte y su encuentro y estímulo con un experto en la disciplina como lo es el Maestro Toshiro Suga fueron elementos fundamentales y determinantes para elegir este camino.
En 1983, concreta lo que un día se había prometido así mismo; abandonando su trabajo de aquel entonces se consagra por entero a la vía del Budo. Este mismo ano, deseoso de profundizar en la apasionante práctica de las armas, comienza el estudio del IAIDO Muso Shinden Ryu (el arte de desenvainar el sable japonés) bajo la dirección de uno de los más grandes expertos europeos de esta disciplina, el Maestro Tiki Shewan, también experto en AIKIDO. Este encuentro es otro elemento clave de su compromiso.
En 1989 el Maestro Tiki Shewan le presenta en Ginebra al Maestro Pascal Krieger, experto en caligrafía japonesa y JODO (vía del Jo). El espíritu de apertura y el calor humano de este Maestro llevan a Raji sensei a empezar la exigente práctica del JODO Shindo Muso Ryu.
Por muchos anos, los períodos de prácticas regulares junto al Maestro Nobuyoshi Tamura, Consejero Técnico para Europa, 8o dan de AIKIDO y alumno directo del Fundador, llevan a Raji sensei a convertirse en uno de sus discípulos privilegiados integrándose entre los Responsables Técnicos Nacionales de la Federación Francesa de Aikido y de Budo.
A lo largo de su práctica de AIKIDO, Jaff Raji tuvo la oportunidad de poder asistir a Seminarios Internacionales bajo la dirección de numerosos Maestros japoneses que evolucionaron detenidamente bajo la dirección de O´Sensei UESHIBA, fundador del AIKIDO. Estos Maestros son: Arikawa sensei, Saito sensei, Yamada sensei, Sugano sensei, Saotome sensei, Suganuma sensei, Osawa sensei, el antiguo Doshu Kisshomaru Ueshiba sensei y el actual Doshu Moriteru Ueshiba sensei.
Durante 17 anos Raji sensei fue Consejero Técnico en la Asociación Cadetes de Bretana dirigiendo a numerosos alumnos y profesores. Desde 1997 al 2000 fue profesor en la Escuela del Teatro Nacional de Bretana en la ciudad de Rennes y desde 1987 es Responsable Técnico del Aikido en el S.I.U.A.P.S en la Universidad de Rennes, Francia.
Actualmente, Jaff Raji sensei sostiene el 5.º dan de Aikido, el Okuden de Iaido y Sho-Mokuroku de Jodo. Es instructor de la Federación Europea de Jodo y de la Federación Europea de Iaido y responsable de la difusión de estas dos disciplinas.
Como si se tratase de una señal del destino, las iniciales de su nombre “RAJI” se declinan en Rennes, Aikido, Jodo, Iaido y su calidad técnica y pedagógica reconocida, lo conducen a animar numerosos seminarios en Francia y en el extranjero y en julio del 2001 decide crear la Ecole de Budo – RAJI: Rennes, Aikido, Jodo, Iaido.
```
El estudio profundo del Iaido, del Jodo y fundamentalmente del Aikido, hacen de Jaff Raji sensei un verdadero profesional del Budo Japonés. Como extensión y fuente de referencia, Jaff Raji realizó en mayo de 1997 a manera de autor una colección de videos de 5 volúmenes titulados “ AIKIDO KIHON - GI ” que trata de las técnicas básicas del Aikido y su evolución. En febrero de 1998, renueva la experiencia con un volumen sobre la famosa Escuela de Sable Japonés “ Muso Shinden Ryu Iai ” confirmando y dando a conocer aún más su calidad técnica y particular de ensenar el Camino del Budo.
```

Raji sensei orienta sus esfuerzos en la formación de la ECOLE de BUDO RAJI; INTERNATIONAL donde ensena conjuntamente con distintos maestros que han estado trabajando unidos durante mucho tiempo por el desarrollo del Budo en cada uno de los países donde residen.
```
El Maestro Jaff Raji ha contribuido enormemente para muchos en Latinoamérica con un estudio técnico que demuestra lo evolucionado de su Aikido. La atención y cuidado en los detalles y su preocupación por esta manera de hacer y entender el Aikido aseguran un porvenir en la transmisión de la Línea de Enseñanza del Maestro Tamura el cual nos llena de compromiso, estudio y fidelidad.
```

- Datos: Q3160444